# Франко Фест
«Франко Фест» — музично-мистецький фестиваль, присвячений великому українському письменнику, вченому та громадському діячеві Іванові Франку.
Відбувається 27-29 липня кожного року в рідному селі Івана Франка, Нагуєвичах.
Під час фестивалю відбулася концертна програма української музики, виступи бардів та різноманітних народних колективів, артперфоманси та художні інсталяції, театральні виступи та читання Франка відомими українськими письменниками, істориками, літературознавцями.
2013 року «Франко Фест» було об'єднано з фестивалем Fort.Missia під назвою Франко.Missia. Частина подій відбулася в Поповичах, частина — в Нагуєвичах.

## Франко-Фест 2012
Пятниця (27 липня)TNDT (м.Дрогобич), Фіолет (м. Луцьк), Флайзза (м. Луцьк), Фліт (м. Івано-Франківськ), Скрябін (м. Київ), The Вйо (с. Кобиляки).
Субота (28 липня)MerryLanD (м. Дрогобич), Ювелір (м. Луцьк), Веремій (м. Київ), Rock-H (Рокаш) (м. Мукачево), Кораллі (м. Івано-Франківськ), Тартак (м.Київ).
Неділя (29 липня)Піккардійська терція (м. Львів), Йорий Клоц (м. Львів), Мері (м. Трускавець), От Вінта (м. Рівне), Гайдамаки (м. Київ).
27 липня, у перший день фестиваль "Франко фест в Нагуєвичах зібрав приблизно 20 тисяч учасників, переважно молоді. Наметове містечко зайняло територію, довжиною приблизно 2 км і шириною 1 км. За підрахунками організаторів, у ньому проживає до 10 000 людей. На мистецько-театральній сцені, яка розташована в лісопарку, відбулися конкурси читців поезії Івана Франка, зустріч з письменником Олександром Ірванцем. Відбулася також вистава студентського театру Львівського національного університету ім. І. Франка, в якій було розкрито маловідомого для широкої публіки Каменяра. З 18 години розпочала роботу велика сцена, розташована на полі під Радичевим лісом, на якій виступили колективи ТНДТ, Фіолет, ФлайzZzа, Фліт, The Вйо, Скрябін. Концерт на великій сцені завершився приблизно о 3 годині ночі, відтак на сцені у лісопарку розпочався романтичний концерт бардів, який тривав до 7 години.
День 28 липня розпочався Молебнем в урочищі Ярина у каплиці біля чудодійного джерела. 
У ніч із суботи на неділю (з 28 на 29 липня) в музеї І. Франка заповідника «Нагуєвичі» відбулася акція — «Ніч у музеї (Діалоги з Франком)», під час якої гості смакували чорну каву, гаряче вино та слухали романтичну й релаксуючу музику молодих виконавців. Досвідчені українські літературознавці (зокрема, львівські франкознавці – Валерій Корнійчук, Тетяна Космеда, Богдан Тихолоз) розповідали відвідувачам про Франка, вели зацікавлений діалог з учасниками заходу. Відтак розпочалася поетична частина «ночі», яка тривала до ранку.
Працювало три сцени. На фольклорній виступали самодіяльні колективи Дрогобицького району, на мистецько-театральній відбулися лекція свободи Тараса Возняка, літературна лекція Андрія Содомори, грали оркестр Бобовата, Сергій Василюк, Zapaska, а на музичній сцені, яка, як і у попередні два дні, зібрала найбільшу аудиторію, виступали «Піккардійська терція», Йорий Клоц, Мері, От Вінта, Гайдамаки.